# Erioptera cervula
Erioptera cervula är en tvåvingeart som beskrevs av Evgenyi Nikolayevich Savchenko 1972. Erioptera cervula ingår i släktet Erioptera och familjen småharkrankar. Inga underarter finns listade i Catalogue of Life.